# Ángel Sanz Briz
Ángel Sanz-Briz, llamado el Ángel de Budapest (Zaragoza, 28 de septiembre de 1910-Roma, 11 de junio de 1980), fue un diplomático español, destinado como embajador durante la Segunda Guerra Mundial (en este conflicto, España se mantuvo como no beligerante) en Hungría. En 1944, actuando por cuenta propia según algunos autores, "oficialmente" con independencia del Gobierno, salvó la vida de unos cinco mil judíos húngaros durante el Holocausto, proporcionando pasaportes españoles, en un principio a judíos que alegaban origen sefardí en virtud de un antiguo Real Decreto de 1924 del directorio militar de Primo de Rivera, y posteriormente a cualquier judío perseguido, haciéndolos pasar por sefardíes. Por estos hechos, fue reconocido por Israel como «Justo entre las Naciones» en 1989.
Posteriores descubrimientos en la correspondencia diplomática revelaron que Sanz-Briz informó en 1944 al Gobierno de España de la existencia del Holocausto.

## Biografía
De niño fue alumno de las Escuelas Pías de Zaragoza. Tras estudiar Derecho, ingresó en la Escuela Diplomática, finalizando sus estudios poco antes del inicio de la guerra civil española. Tras su comienzo, se enroló en las tropas sublevadas que buscaban el derrocamiento de la II República.

### Egipto
Finalizada la guerra civil, el nuevo Gobierno, bajo la dictadura de Francisco Franco, le asigna su primer destino, como encargado de negocios en la embajada de España en Egipto.

### Hungría
En 1942 contrajo matrimonio con Adela Quijano y Secades y recibió su segundo destino como encargado de negocios en la embajada española en Hungría, un Estado aliado del Eje, pero que hasta entonces no había puesto en práctica medidas de exterminio de los judíos como las que ya estaban en marcha en toda la Europa ocupada por los nazis.
En marzo de 1944 Alemania invadió Hungría y se produjo un cambio de gobierno en el país. El nuevo gobierno húngaro, más proalemán, invitó al propio Adolf Eichmann a trasladarse a Budapest para supervisar los planes de exterminio de la comunidad judía del país, donde fueron asesinados durante el holocausto unos 565 000 judíos por los nazis.
El 25 de junio de 1944, Sanz Briz envió una carta informando al Gobierno de las disposiciones antisemitas promulgadas en el país:
- Los judíos no podrían salir de sus casas más de 2 horas diarias y solamente por razón de actividades públicas o para realizar compras.
- Quedaba prohibido a los judíos comunicarse por las ventanas.
- En los refugios habría una sala para los judíos y otra separada para los vecinos, preferentemente en el lugar más seguro.
- En los tranvías los judíos solamente podrían ir en el segundo vagón.
- Se prohibía a los vecinos albergar a los judíos.[8]

A los judíos se les obligaba a entregar las joyas de oro y plata, los aparatos de radio, las bicicletas y los esquíes.
En dos meses, medio millón de personas fueron expulsadas de sus casas.
Sanz Briz informó al Gobierno por carta (entrada 5151 en el Archivo de Europa, 15 de septiembre de 1944):

No obstante, en la nota verbal de referencia no se hace mención al hecho de que entre las 500.000 personas deportadas había un gran número de mujeres, ancianos y niños perfectamente ineptos para el trabajo y sobre cuya suerte corren en este país los rumores más pesimistas

Los judíos fueron confinados en las casas estrelladas mientras esperaban el turno de su deportación.
Sanz-Briz envió planos de los campos de exterminio al Gobierno e informaba:

se les asesina por medio de gas

Indignado por los planes nazis, Sanz Briz decidió, con el conocimiento del Gobierno, proporcionar documentos españoles a los judíos sefardíes que pudiese encontrar, y negociar con las autoridades húngaras (títeres de los ocupantes alemanes) el traslado a lugar seguro de dichas personas. Sanz Briz procedió a proteger las vidas de unos 5200 judíos, usando su influencia y contactos (también su dinero, con el que sobornó al gauleiter alemán), así como edificios alquilados con los fondos de la embajada que rotuló como "Anexo a la legación española". Los métodos que siguió los describió él mismo en el libro Los judíos en España:

Conseguí que el Gobierno húngaro autorizase la protección por parte de España de 200 judíos sefardíes (...) Después la labor fue relativamente fácil, las 200 unidades que me habían sido concedidas las convertí en 200 familias; y las 200 familias se multiplicaron indefinidamente, con el simple procedimiento de no expedir salvoconducto o pasaporte alguno a favor de los judíos que llevase un número superior al 200.

Así, de los 5200 judíos cuya vida pudo salvar, solo unos 200 eran realmente de origen sefardí. En agosto de 1944 envió al Gobierno un informe en francés realizado por dos presos escapados, que detallaba el genocidio que estaba siendo cometido en el campo de concentración de Auschwitz. El informe iba acompañado de una carta de Sanz Briz que confirma la autenticidad de lo relatado:

Su origen, pues, le hace sospechoso de apasionamiento. Sin embargo, por los informes que he podido obtener de personas no directamente interesadas en la cuestión y de mis colegas del cuerpo diplomático aquí acreditado, resulta que una gran parte de los hechos que en él se describen son, desgraciadamente, auténticos.

Sanz Briz buscó la base legal y afirmó que los judíos sefardíes tenían derecho a la nacionalidad española por ser descendientes directos de los judíos sefardíes expulsados por los Reyes Católicos.
Los buscó en las estaciones de donde salían los deportados y en las marchas de la muerte, que eran columnas de deportados que caminaban hacia su cautiverio.
Solo encontró a 70 familias sefardíes. 
Interpretando generosamente la ley española entregó pasaportes provisionales a todos los judíos no sefardíes que tuvieran parientes en España. En el recuento final, que había registrado meticulosamente, había dado 232 pasaportes provisionales a 352 personas, 1898 cartas de protección y 15 pasaportes ordinarios emitidos a 45 judíos sefardíes.
En octubre de 1944, Adolf Hitler depuso al Gobierno húngaro presidido por Miklós Horthy. El Parlamento húngaro, títere de Alemania, votó a Ferenc Szálasi, líder del Partido de la Cruz Flechada como jefe de Estado y primer ministro.
El 18 de noviembre de 1944 Sanz-Briz suscribió el Documento de protesta de las Legaciones Neutrales por crueldades contra los judíos en el que se afirmaba:

las monstruosas crueldades que sufre la población judía.

Se creó un gueto alrededor de la antigua Gran Sinagoga de Budapest donde se hacinaban decenas de miles de judíos.
Los embajadores en Hungría de Suecia (Raoul Wallenberg), de la Santa Sede (Angelo Rotta) y de España (Ángel Sanz-Briz) crearon la carta de protección, que era un documento que entregaban a los judíos que lo solicitaban. El documento acreditaba que su titular se encontraba bajo la protección de los países neutrales.
Miles de judíos se amontonaron en las legaciones sueca, suiza, vaticana y española.
La legación española alojó a sus protegidos en once casas protegidas que estaban bajo la inmunidad diplomática y se consideraban territorio español.
El 24 de octubre de 1944 el ministro de Asuntos Exteriores,  Lequerica, escribió a Sanz Briz:

ruego se extienda la protección al mayor número de judíos perseguidos.

Sin embargo, Lequerica había escrito desde Vichy el 29 de septiembre de 1943 un informe sobre el peligro judío:

Asunto: Paso clandestino de la frontera española. El peligro judío.

Ante la inminente caída de Budapest en manos del Ejército Rojo, el Gobierno le ordenó abandonar la embajada y se trasladó a Suiza el 30 de noviembre de 1944.
Giorgio Perlasca, un veterano italiano de la guerra civil española, ciudadano español honorario, que había estado ayudando a Sanz Briz en sus tareas de protección de los judíos, continuó su labor utilizando documentos de identidad españoles falsificados por él mismo, en los que declaraba ser el embajador español en funciones ante Hungría. 

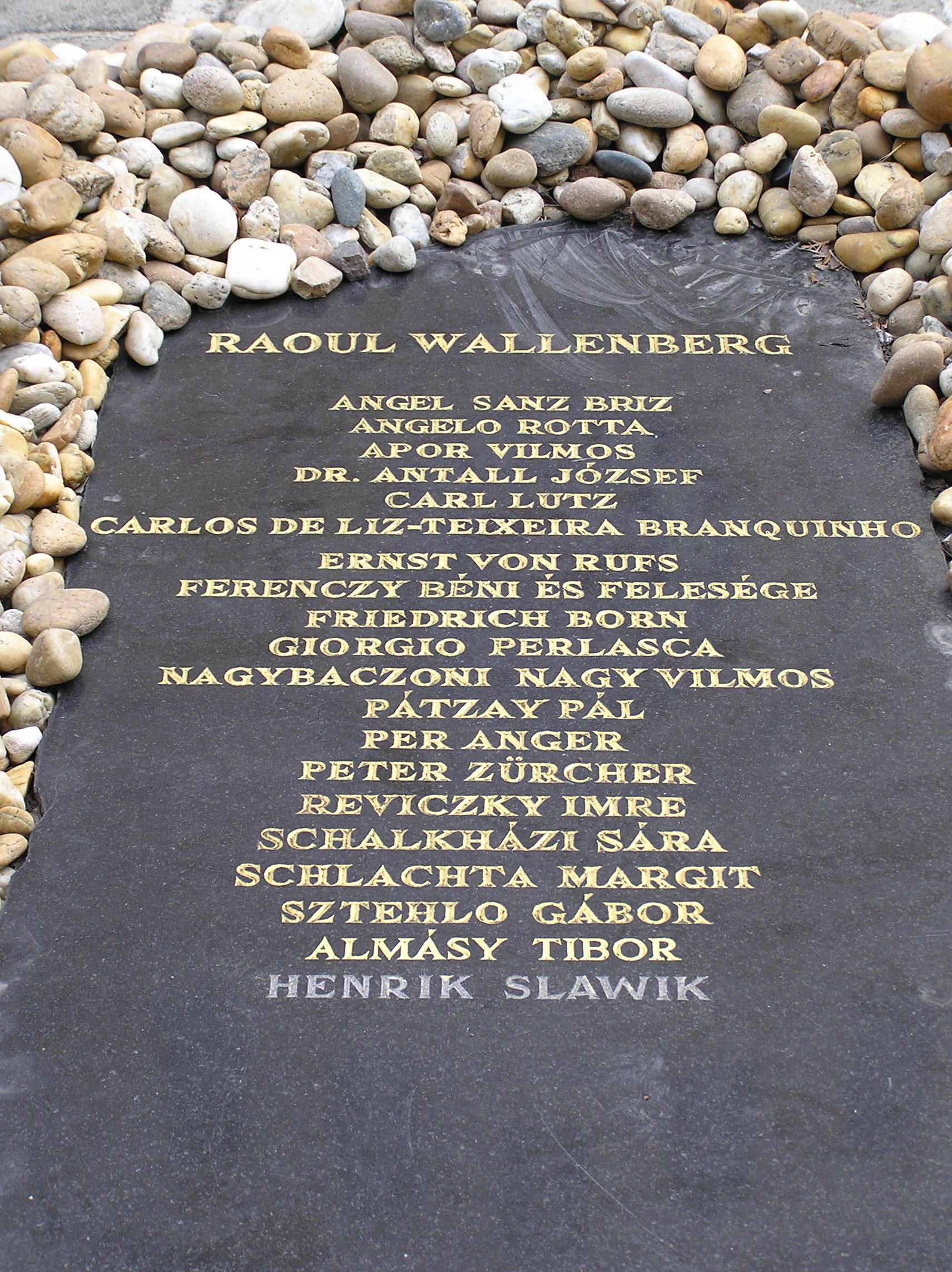
El monumento de los Justos entre las Naciones, en el parque Raoul Wallenberg (Budapest), con Ángel Sanz Briz y Giorgio Perlasca.

El 1 de diciembre de 1944 Perlasca hacía su ronda por las casas protegidas y en una de ellas vio que los cruciflechados habían sacado a todos sus habitantes y los tenían formados en la calle.
Los cruciflechados habían sido informados desde la frontera que Sanz Briz había abandonado Hungría y por tanto ya no había embajada española y ya no había motivo para mantener la protección de los judíos españoles.
Perlasca dice que era una equivocación porque estaban fallando las líneas de comunicación. Alegó que Sanz Briz se había ido a España por un breve período de tiempo para recibir instrucciones personales, pero que mientras tanto era él mismo quien dirigía la embajada en funciones.
Perlasca no era un desconocido para las autoridades húngaras, porque acompañaba a Sanz Briz en casi todas las gestiones con las instituciones húngaras.
Perlasca dijo:

Sanz-Briz volverá con el reconocimiento del gobierno cruciflechado bajo el brazo. Yo estoy al frente de la legación española.

Esto era completamente falso porque Perlasca nunca fue diplomático (de hecho no era ni siquiera ciudadano español de pleno derecho).
Perlasca consiguió que los judíos "españoles" siguieran a salvo hasta el 16 de enero de 1945 en que los soviéticos entraron en Budapest.
La historiadora Mayte Ojeda descubrió una carta en un archivo de Washington en la que Sanz Briz desde San Francisco se dirigía a Perlasca:

No olvide usted que la decisión de meter gente en los locales de la Legación fue de mi propia iniciativa, sin previo permiso de Madrid, y motivada por el terror que entonces reinaba en la capital húngara.

### Carrera diplomática posterior
Sanz Briz continuó su carrera diplomática y fue destinado a San Francisco y Washington, Lima, Berna, Bayona, Guatemala, La Haya, Bruselas y Pekín.
En 1960 fue nombrado embajador en Guatemala. En 1962 fue nombrado cónsul general en Nueva York. Su hermano, Mariano Sanz Briz, era entonces cónsul general en San Francisco.
En 1964 fue nombrado embajador en Lima. En 1967 fue nombrado embajador en La Haya. En 1972 fue nombrado embajador en Bruselas.
El 9 de marzo de 1973 Ángel Sanz Briz, su secretaria, Aurora Aranaz, y el catedrático de Filosofía Iñaki Preciado Idoeta, convertido en traductor, abrieron la embajada de España ante la República Popular de China, en Pekín. Sanz-Briz, a sus 63 años, era de los más veteranos del escalafón y fue el primer embajador en China. Se presentó voluntario para aquella plaza por motivos personales. Curiosamente, en la biografía oficial distribuida con motivo de este nombramiento, se pasaba de puntillas sobre su destino en Hungría y sin hacer ninguna referencia al salvamento de los judíos.
En 1976 fue destinado a Roma como embajador de España ante la Santa Sede, uno de los puestos más apreciados por él, al ser un hombre de profundas convicciones católicas (Javier Martínez-Pinna y Diego Peña), y donde había sido secretario de la embajada entre 1951 y 1953, pero desgraciadamente no pudo disfrutar durante mucho tiempo de su nueva responsabilidad ya que falleció el 11 de junio de 1980 en la sede de la embajada en el  Palacio de España. Fue enterrado en su ciudad natal, Zaragoza, en el panteón familiar de los Sanz Briz en el cementerio de Torrero. En enero de 2022, su sepultura se trasladó a un memorial para el recuerdo de este ilustre aragonés dentro del mismo cementerio.

## Reconocimiento

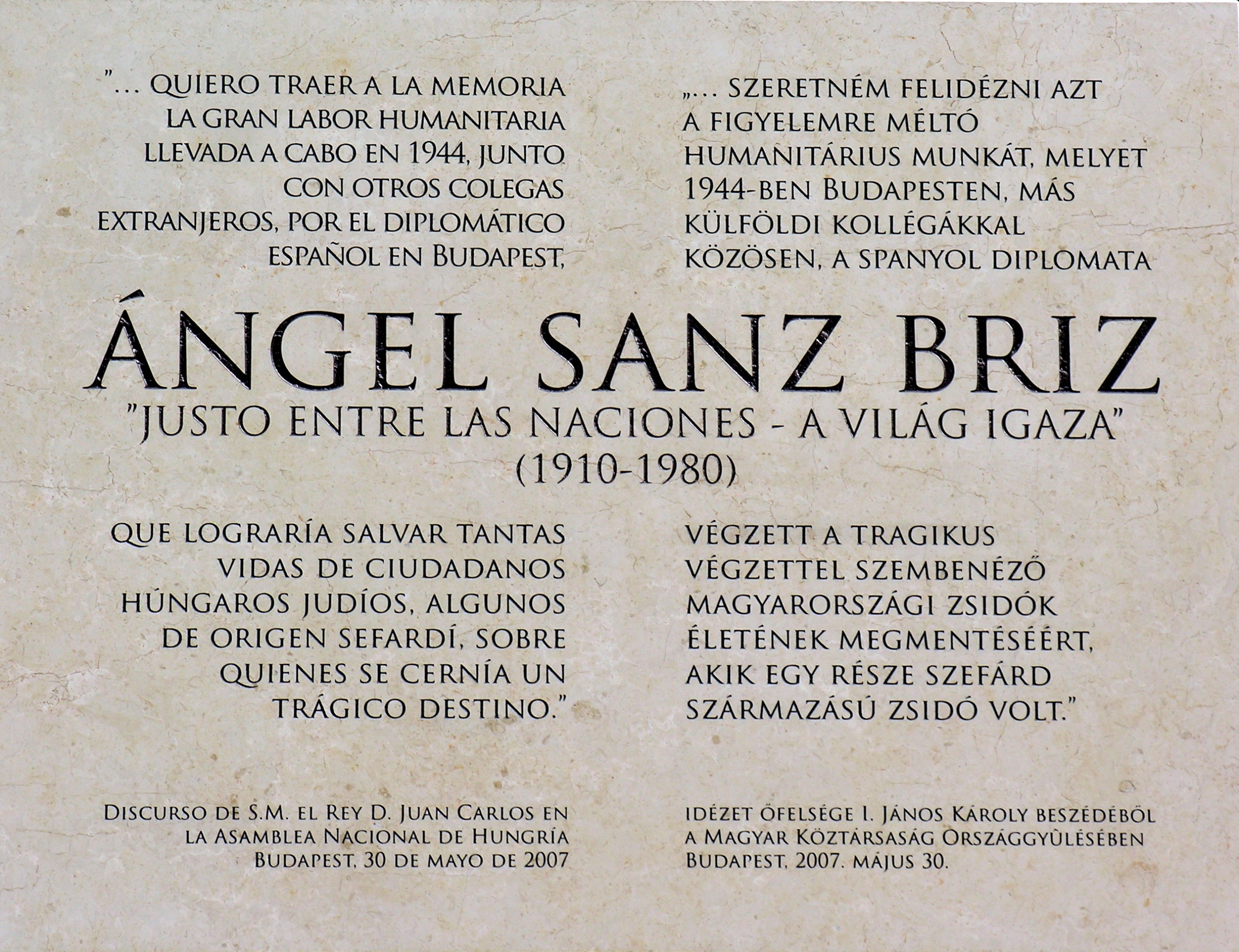
Placa en memoria de Ángel Sanz Briz en la pared de la Embajada de España en Budapest.

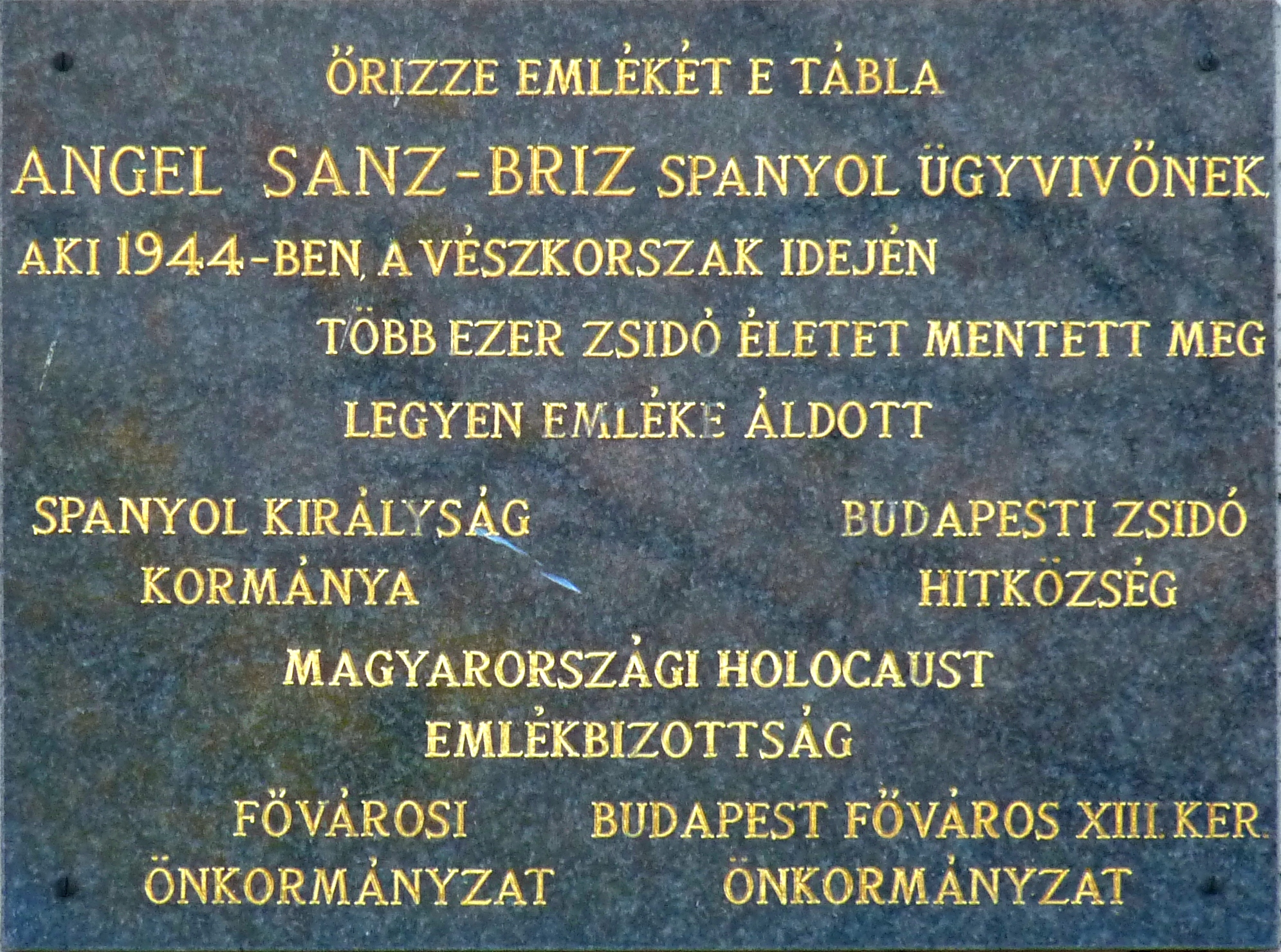
Placa en memoria de Ángel Sanz Briz en Budapest, 13 distr. parque Esteban I de Hungría.

Fue el primer diplomático español que apareció en un sello de correos de España. Se le conoce popularmente como el "Schindler" español y, aunque su caso no sea tan famoso, Sanz-Briz salvó a más judíos que Schindler.
En la embajada de Israel en España, en agosto de 1989, tuvo lugar un homenaje a Sanz-Briz presidido por el ministro de Asuntos Exteriores, Francisco Fernández Ordóñez, y el embajador israelí en España, Shlomo Ben Ami. Se hizo entrega a Adela Quijano, viuda de Sanz Briz, de la Medalla de los Justos entre las Naciones concedida en 1966. También se autorizó la plantación de un árbol en el Monte del Recuerdo de Jerusalén. En 1991, el Museo del Holocausto Yad Vashem de Israel distinguió su acción y reconoció sus herederos al título de Justo entre las Naciones, inscribiendo su nombre en el memorial del Holocausto.
En 1994 el gobierno de Hungría (el mismo contra el que cincuenta años atrás había tenido que litigar Sanz-Briz) le concedió a título póstumo la Cruz de la Orden del Mérito de la República Húngara. En la Gran Sinagoga de Budapest (la segunda más grande del mundo después de la de Nueva York) hay una placa que lleva su nombre. En la misma Budapest se puso su nombre a una calle en 2015, erigiéndose un monumento en su honor, y en 2016 se le dedicó un mural.
En su ciudad natal, Zaragoza, se puso su nombre, en 1993, al Instituto de Educación Secundaria ubicado en Casetas y, desde 1997, a una plaza, en la que posteriormente, en 2001, se ha colocado un busto que honra su nombre y memoria.
El 15 de mayo de 2016, la ciudad de Madrid le otorgó la Medalla de Oro. También en Madrid hay una calle que lleva su nombre, así como una placa conmemorativa en el portal de la que fue su casa de la calle Calle de Velázquez.

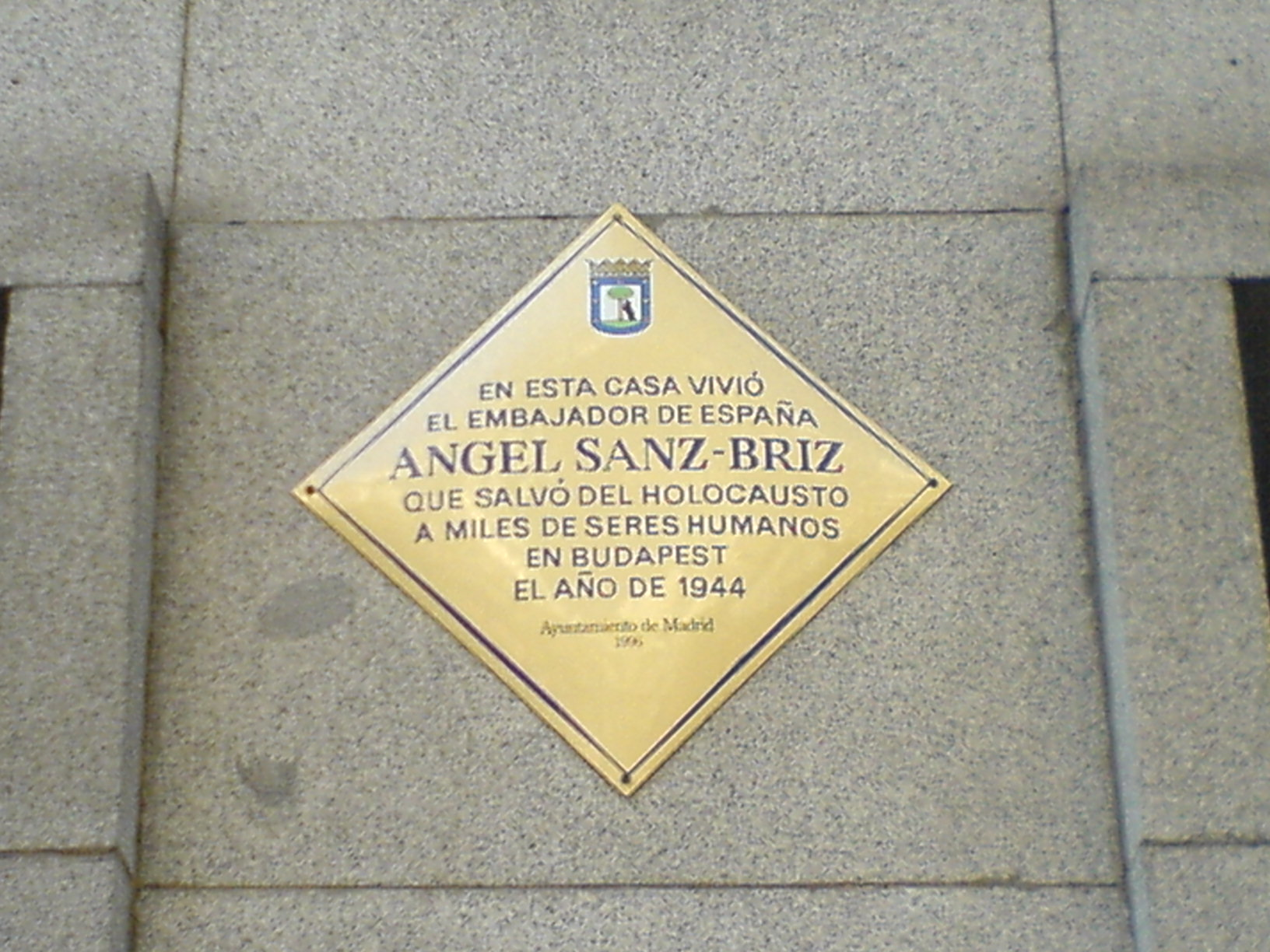
Placa en memoria del diplomático español Ángel Sanz-Briz, que salvó a cientos de judíos del Holocausto en Hungría en 1944

En Cádiz, donde embarcaron muchos judíos hacía el exilio, gracias a Sanz-Briz, un monumento lo conmemora desde el año 2013, en los jardines de la plaza de las Tortugas, del paseo de Canalejas de la capital gaditana
En 2023, el Congreso español rechazó una proposición no de ley del grupo parlamentario de Vox para conmemorar y homenajear la figura de Sanz Briz. El PSOE y sus socios de coalición votaron en contra.

### Condecoraciones

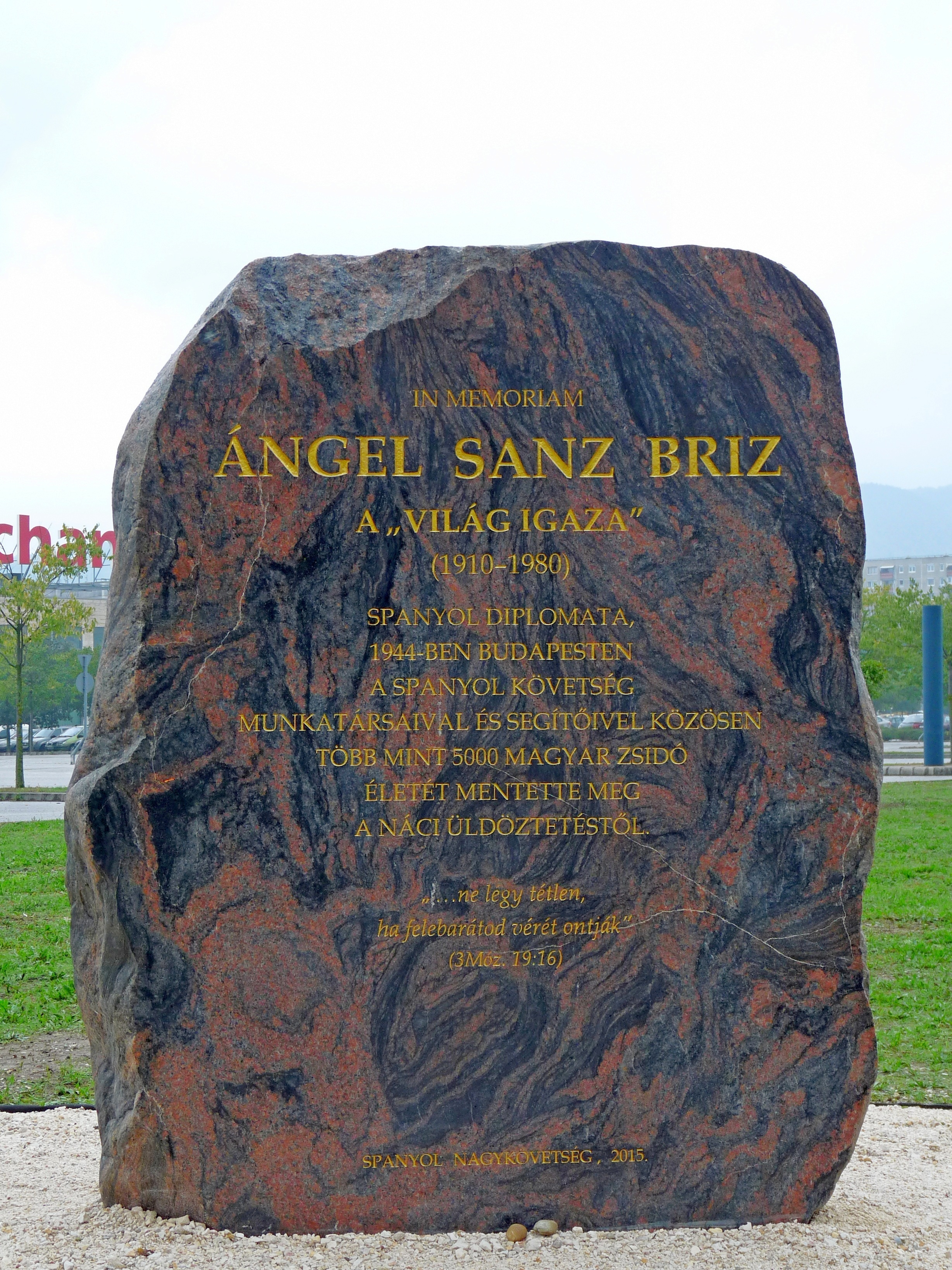
Monumento en Budapest, Hungría

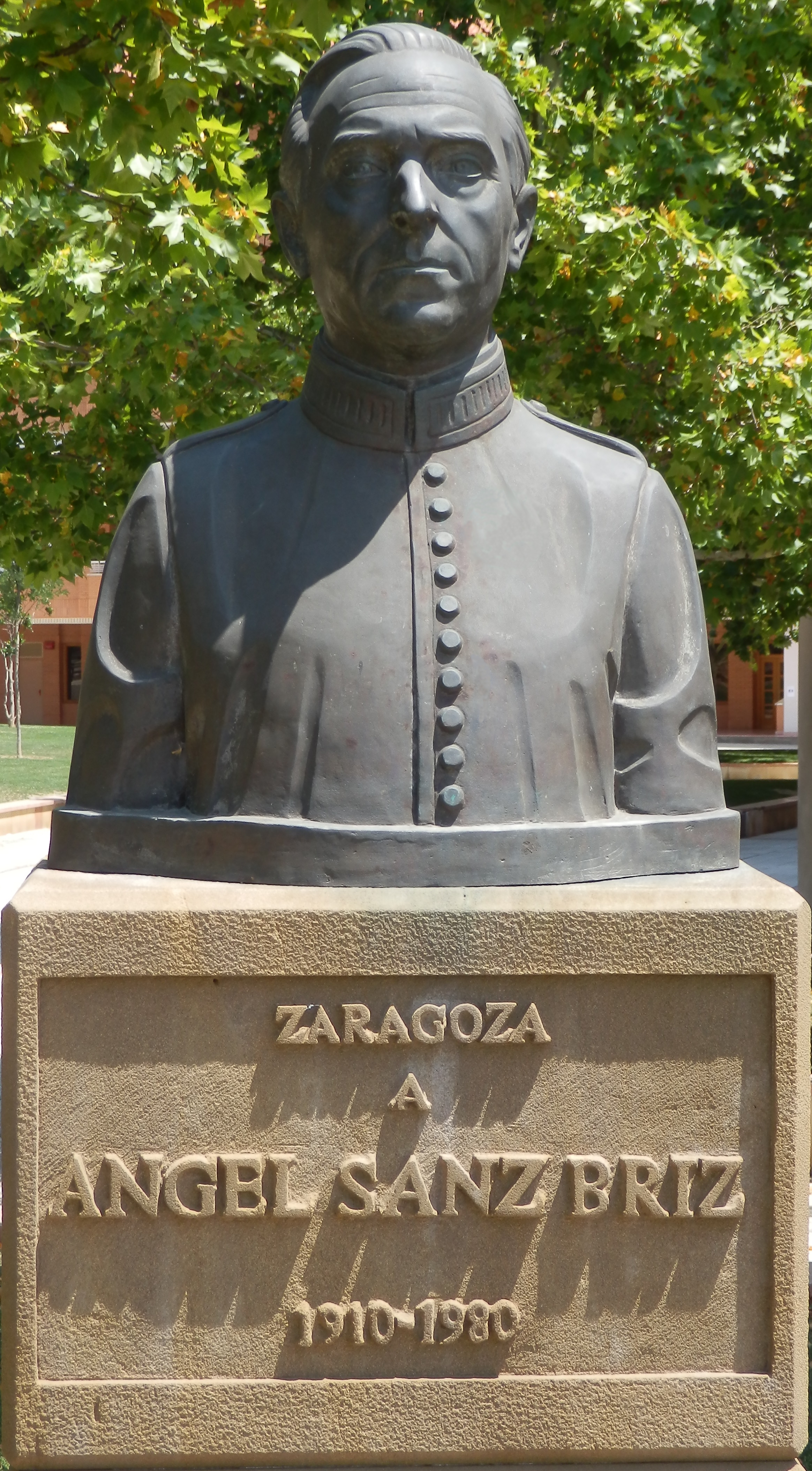
Monumento en Zaragoza, España

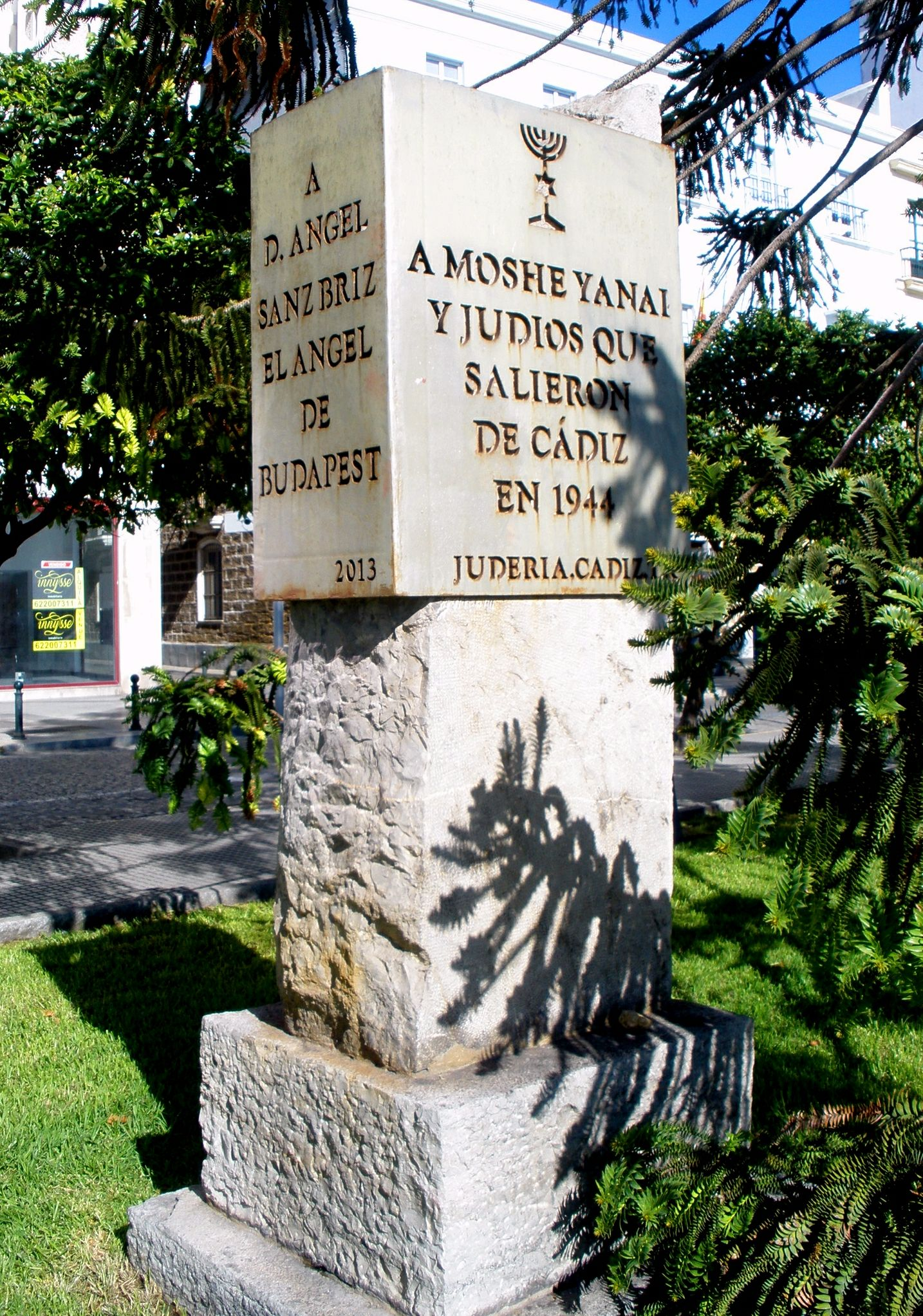
Homenaje a Ángel Sanz-Briz en Cádiz

A lo largo de su carrera diplomática, Ángel Sanz Briz fue reconocido, entre otras, con las siguientes condecoraciones:
- Justo entre las Naciones
- Gran cruz de la Orden del Quetzal (Guatemala).
- Gran cruz de la Orden Orange-Nassau (Países Bajos).
- Gran cruz de la Orden Leopoldo II (Bélgica).
- Gran cruz de la Orden de Malta (Santa Sede).
- Caballero gran cruz de la Orden de San Gregorio Magno (Santa Sede).[32]
- Gran Cruz de la Orden del Mérito Civil (1961)[33]
- Gran Cruz de la Orden de Carlos III (1980, a título póstumo)[34]

## Repercusión cinematográfica
En 2002 se estrenó la película, coproducida por varios países europeos, El cónsul Perlasca donde Péter Kertész encarna al diplomático. El protagonista es Giorgio Perlasca que recurre a la ayuda de la embajada española.
En 2011 la película El Ángel de Budapest fue estrenada en Televisión Española. En ella el actor Francis Lorenzo daba vida al diplomático. La serie está basada en el libro de Diego Carcedo Un español frente al Holocausto.
En 2015 se estrenó el documental La encrucijada de Ángel Sanz Briz, dirigido por José Alejandro González. El documental, coproducido por Aragón TV y Encrucijada Films, recorre los escenarios donde se producen los hechos entre España, Hungría e Israel. Más de veinte testimonios entre familiares, expertos y salvados por el embajador español, ahondan sobre la labor del diplomático zaragozano. El documental ha sido exhibido en más quince países.